# Ћао инспекторе (филмски серијал)
Ћао, инспекторе је југословенски филм из 1985. године. Режирао га је Зоран Чалић, а сценарио су писали Зоран Чалић и Јован Марковић. 1989. године је настао наставак под именом Вампири су међу нама: Ћао инспекторе II део, 1991. трећи део Свемирци су криви за све, 1992. четврти Дама која убија, 1993. пети Обрачун у Казино кабареу и 1996. шести и последњи Довиђења у Чикагу. Сценарио су од другог до последњег дела писали Зоран Чалић и Драган Чалић.

## Филмови

### Ћао инспекторе
У малом провинцијском месту живот тече уобичајеним током. Двојица чувара реда Боки и Пајко се досађују бескрајно. Узбуђења настају појавом „опасне“ међународне банде која намерава да дигне у ваздух хотел пун туриста. Наши јунаци добијају специјални задатак да спрече диверзију и ликвидирају банду. Мада задатак није нимало лак, за увежбани пар, то није велики изазов.

### Вампири су међу нама: Ћао инспекторе II део
Поновни сусрет са чуварима реда Бокијем и Пајком, сада у новој акцији. Проблем се јавља када у локални хотел стигну туристи из иностранства на симпозијум о трансплантацији. У исто време почињу са гробља да нестају свеже сахрањени мртваци и градом се пронесе вест о појави вампира. Боки и Пајко ступају у акцију, јер за „праве“ професионалце нема нерешивог задатка.

### Свемирци су криви за све
Предизборна кампања у провинцијском граду је у пуном јеку. Појављују се кандидати за посланике из разних странака и сви обећавају бирачима „Мед и млеко". За ред и мир су задужена двојица милиционера. Све тече без великих узбуђења док се не појави кандидат из „свемира“, који им загорчава живот. Њих двојица добијају задатак да га "среде“, што после низа комичних ситуација и успевају. Избори могу да почну.

### Дама која убија
Боки и Пајко се поново срећу са лоповима. Овога пута се ради о шверцерима оружја. Њихов командир мисли да су лопови женска банда која шверцује оружје, а да при том имају сиду. То увелико отежава њихов задатак. Филм садржи безброј комичних ситуација.

### Обрачун у Казино кабареу
Гиле и Риле су ортаци у детективској агенцији, чији је сан да оду у Чикаго. Пошто су тек започели бизнис и немају посла, одлучују да се преруше и опљачкају газда Бузду, како би их он ангажовао да пронађу лопове. Ипак за време „операције“, њих опљачка мистериозни господин са белим шеширом. Крећу у потрагу за њим и доспевају у казино-кабаре, чији је власник озлоглашени Корнелоне (човек за кога се мислило да га је убила Силвија у филму "Дама која убија" где су га истраживали Боки и Пајко). Главна атракција кабареа је прелепа Силвија (која је покушала да убије Корнелонеа у филму "Дама која убија"), уједно и газдина девојка, чији је менаџер господин са белим шеширом. Корнелоне и господин са белим шеширом предлажу Гилету и Рилету посао који они неће моћи одбити.
Филм "Обрачун у Казино кабареу" наставља причу из филма "Дама која убија". Такође, у филму се појављује и лик детектива Гилета кога овде тумачи Слободан Нинковић, док га је у филму "Свемирци су криви за све" тумачио Богољуб Петровић.

### Довиђења у Чикагу
У провинцијском граду, два нераздвојна милиционера Боки и Пајко су запечатили своју каријеру. Добили су отказ после двадесет година службовања у станици милиције, због своје сулуде идеје да једног дана оду у Чикаго и да се тамо обогате од криминала. Као цивили долазе у Београд и отварају агенцију како би зарадили новац за авионске карте до Чикага. Специјалност агенције је праћење и откривање неверних брачних парова, јер браколомство узима све већег маха. Поштене жене варају неверне мужеве, а поштени мужеви варају неверне жене. Међутим, изненада упадају у гужву око пљачке „Девизне банке“, у жељи да открију и похватају пљачкаше, поново долазе у сукоб са полицијом. На крају, Чикаго остаје њихов неостварени сан... Али, ко зна? Можда ће једног дана успети да реализују своју жељу, само прво морају да се изборе за правну државу!
У филму се помиње да Боки и Пајку имају жељу да оду у Чикаго. Исту жељу су имали и Риле и Гиле у филму "Обрачун у Казино кабареу".

## Улоге
| Лик                    | Филм                     | Филм                        | Филм                            | Филм                     | Филм                            | Филм                     |  |
| Лик                    | Ћао инспекторе (1985)    | Вампири су међу нама (1989) | Свемирци су криви за све (1991) | Дама која убија (1992)   | Обрачун у Казино кабареу (1993) | Довиђења у Чикагу (1996) |  |
| ---------------------- | ------------------------ | --------------------------- | ------------------------------- | ------------------------ | ------------------------------- | ------------------------ |  |
| Божидар Ковачевић-Боки | Велимир Бата Живојиновић | Велимир Бата Живојиновић    | Велимир Бата Живојиновић        | Велимир Бата Живојиновић |                                 | Велимир Бата Живојиновић |  |
| Пајко                  | Боро Стјепановић         | Боро Стјепановић            | Боро Стјепановић                | Боро Стјепановић         |                                 | Никола Симић             |  |
| командир милиције      | Аљоша Вучковић           | Жарко Радић                 | Коле Ангеловски                 | Коле Ангеловски          |                                 | Петар Божовић            |  |
| Ружа                   | Мира Фурлан              |                             |                                 |                          |                                 |                          |  |
| Мики                   | Никола Симић             |                             |                                 |                          |                                 |                          |  |
| Мрки                   | Миодраг Андрић           |                             |                                 |                          |                                 |                          |  |
| Нада                   |                          | Нада Блам                   | Нада Блам                       | Нада Блам                |                                 |                          |  |
| газда Јова             |                          | Јован Јанићијевић           | Јован Јанићијевић               | Јован Јанићијевић        |                                 |                          |  |
| др Шварц               |                          | Никола Симић                |                                 |                          |                                 |                          |  |
| Адријана               |                          | Лидија Вукићевић            |                                 |                          |                                 |                          |  |
| Зага                   |                          |                             | Љиљана Шљапић                   | Љиљана Шљапић            |                                 |                          |  |
| свемирац               |                          |                             | Никола Симић                    |                          |                                 |                          |  |
| детектив Гиле          |                          |                             | Богољуб Петровић                |                          | Слободан Нинковић               |                          |  |
| Корнелоне              |                          |                             |                                 | Драгомир Бојанић Гидра   | Драгомир Бојанић Гидра          |                          |  |
| Силвија                |                          |                             |                                 | Снежана Савић            | Неда Арнерић                    |                          |  |
| Риле                   |                          |                             |                                 |                          | Драган Николић                  |                          |  |
| Лукреција (Ла мама)    |                          |                             |                                 |                          | Оливера Марковић                |                          |  |
| Антилопа (Ла тетка)    |                          |                             |                                 |                          | Радмила Савићевић               |                          |  |
| Газда Бузда            |                          |                             |                                 |                          | Живојин Миленковић              |                          |  |
| Човек са белим шеширом |                          |                             |                                 |                          | Слободан Ћустић                 |                          |  |
| Киви                   |                          |                             |                                 |                          |                                 | Гордана Бјелица          |  |
| Стојче                 |                          |                             |                                 |                          |                                 | Иван Бекјарев            |  |
| Марица                 |                          |                             |                                 |                          |                                 | Лидија Вукићевић         |  |